# Деже Паттанюш-Абрахам
Деже Паттанюш-Абрахам (угор. Dezső Pattantyús-Ábrahám; 10 липня 1875, Унгвар (сучасн. Ужгород), Австро-Угорщина — 25 липня 1973, Будапешт, Угорщина) — консервативний угорський політик, який обіймав посаду прем'єр-міністра та тимчасового міністра фінансів другого контрреволюційного уряду в Сегеді протягом одного місяця в 1919 році. Його уряд призначив Міклоша Горті Верховним головнокомандувачем національної армії.

## Життєпис
Деже народився у старовинній дворянській родині. Родина Паттанюш носила прізвище «Абрахам» з 17 століття. Міхай І Апафі, князь Трансільванії, подарував їм дворянський титул «danckai». Його батьками були Ласло Абрахам та Ержебет Кіраші. Його молодшим братом був письменник Ерно Паттанюш-Абрахам. До 1899 вивчав право в університеті Будапешта. У 1901—1902 служив в армії.
У 1906—1918 роках був членом парламенту Угорщини як представник Карцага. Був призначений статс-секретарем Міністерства юстиції в уряді Міхая Карої. Вів переговори про емансипацію національних меншин (трансільванських румунів) з румунськими національними лідерами в Араді як член комітету, який очолював Оскар Ясі, сподіваючись зберегти народи Угорщини у її складі.
За часів Угорської радянської республіки переїхав до Сегеда. Був прем'єр-міністром третього контрреволюційного уряду графа Дьюли Карої. Його уряд призначив Міклоша Горті верховним головнокомандувачем Національної армії. В уряді Кароя Гусара обіймав посаду статс-секретаря Міністерства внутрішніх справ. Після цього тимчасово відійшов від політики. У 1920—1944 роках працював адвокатом. У цей час він неодноразово безуспішно брав участь у виборах. У листопаді 1944 року після державного перевороту в Угорщині під керівництвом партії «Стрілохрест» був інтернований у Шопронкьохіду тодішньої Німеччини. Повернувся додому у 1945 році.
Після повернення він заснував Угорську партію свободи. Він знову став членом Національних зборів у 1947 році, після майже тридцятирічної перерви. Обвинувачений владою в ультраправому екстремізмі 1949 року був виключений з партії (на той момент — Незалежної угорської демократичної). Він подав у відставку зі свого депутатського місця. Того ж року відійшов від політики. У 1951 році був інтернований до Таркалу. Під час Угорської революції 1956 року брав участь у відновленні започаткованої ним Партії Свободи. Після цього за ним спостерігали органи безпеки і винесли йому попередження у 1957 році через його діяльність. До 1958 року працював адвокатом. Мав зв'язки з американськими та англійськими дипломатами, внаслідок чого поліція знову винесла йому попередження у 1967 році. За два роки до смерті угорські спецслужби припинили за ним спостереження. Деже Паттанюш-Абрахам помер у Будапешті у віці 98 років.